# Everything’s Different Now
Everything’s Different Now — третий и последний студийный альбом американской группы ’Til Tuesday, выпущенный в 1988 году.

## Об альбоме
Третья пластинка бостонской группы ’Til Tuesday была записана в нескольких студиях — Bearsville Studios, Blue Jay Studios, Power Station и Q Division Studios. Альбом был выпущен на лейбле Epic Records.
Everything’s Different Now был выдержан в стиле поп-рока, однако представлял собой шаг вперёд по сравнению с предыдущими двумя работами. Группа решила не останавливаться на достигнутом и не эксплуатировать формулу коммерческого успеха, найденную в дебютном альбоме Voices Carry, вышедшем тремя годами ранее. Вместо этого альбом был наполнен более сдержанными, но глубоко личными песнями, исполненными вокалисткой Эйми Манн.
На сайте AllMusic альбом оценили на четыре с половиной звезды из пяти. Алекс Хендерсон заключил, что «сравнивая такие привлекательные композиции, как „No More Crying“, с гораздо более органичными и сдержанными „Rip in Heaven“ и „J for Jules“, становится очевидным, насколько сильно 'Til Tuesday преобразились за три альбома».

## Список композиций
1. «Everything’s Different Now» (Джулс Шир, Мэттью Свит) — 3:56
2. «Rip in Heaven» (Эйми Манн , Кит Хэйн) — 3:31
3. «Why Must I» (Эйми Манн) — 3:42
4. «J for Jules» (Эйми Манн) — 4:26
5. «(Believed You Were) Lucky» (Эйми Манн, Джулс Шир) — 3:38
6. «Limits to Love» (Эйми Манн) — 3:36
7. «Long Gone (Buddy)» (Эйми Манн, Майкл Хаусман) — 4:34
8. «The Other End (Of the Telescope)» (Эйми Манн, Элвис Костелло) — 3:53
9. «Crash and Burn» (Эйми Манн, Кит Хэйн) — 4:46
10. «How Can You Give Up?» (Эйми Манн, Майкл Хаусман) — 3:38[1]

## Состав
- Эйми Манн — вокал, бас, акустическая гитара
- Майкл Хаусман — барабаны, ударные инструменты и программирование
- Роберт Холмс — гитара и фоновый вокал
- Майкл Монтес — музыкальная клавиатура
- Хэрён Шин — скрипка
- Пётр Абрамс — валторна
- Маркус Миллер — дополнительный бас в «How Can You Give Up?» и «Long Gone (Buddy)»
- Элвис Костелло — дополнительный вокал в «The Other End (Of the Telescope)»
- Тайгер Окоси — аранжировка духовых в «How Can You Give Up?»
- Хэл Крук — тромбон в «How Can You Give Up?»
- Майк Деннин — дополнительные клавишные в «How Can You Give Up?»[1]

## Чарты
| Год  | Чарт                | Позиция |
| ---- | ------------------- | ------- |
| 1988 | США (Billboard 200) | 123     |

| Год  | Песня                       | Чарт                  | Позиция |
| ---- | --------------------------- | --------------------- | ------- |
| 1988 | «(Believed You Were) Lucky» | Modern Rock Tracks    | 30      |
| 1988 | «(Believed You Were) Lucky» | The Billboard Hot 100 | 95      |